# شهرستان جوانرود
شهرستان جَوانرود از شهرستان‌های استان کرمانشاه در غرب ایران است. مرکز این شهرستان شهر جوانرود است. این شهر از شرق و جنوب شرق با شهرستان روانسر ، از شمال با شهرستان پاوه، از شمال غربی با کشور عراق و از جنوب و غرب با شهرستان ثلاث باباجانی همسایه‌است. براساس آمار سال ۱۳۹۵ جمعیت این شهرستان ۷۵٬۱۶۹ نفر بوده‌است.
آب و هوای این شهر از نوع معتدل کوهستانی بوده و از مناطق خوش آب و هوای استان کرمانشاه به‌شمار می‌رود. شهر جوانرود در درون یک دره واقع شده‌است و کوهستانی می‌باشد به طوری که کوه شاهو به صورت دیواره‌ای در حدود ۴ کیلومتری شمال آن قرار گرفته‌است از مناطق تفریحی این شهرستان می‌توان زیبا پارک هلانیه، پارک ورودی شهر، منطقه تفریحی شهر زیبای شروینه سفیدبرگ، باغهای سرود و صفی‌آباد و چشمه‌نزار را نام برد.

## تقسیمات کشوری
- بخش مرکزی
  - دهستان پلنگانه
  - دهستان بازان

شهرها: جوانرود
- بخش کلاشی
  - دهستان شروینه
  - دهستان کلاشی

## وضعیت اقتصادی و اجتماعی
در سال ۱۳۹۵ شهرستان جوانرود با نرخ بیکاری ۴۷ درصدی بالاترین نرخ بیکاری را در استان کرمانشاه و همچنین دومین نرخ بیکاری را در سراسر ایران پس از بشاگرد در استان هرمزگان داشته‌است.

### برق‌رسانی
در تاریخ ۱۰ شهریور ۱۳۹۹ روستای گویزه واقع در بخش کلاشی شهرستان جوانرود به شبکهٔ برق سراسری متصل شد. به گفتهٔ امیدعلی مرآتی مدیرعامل شرکت توزیع برق استان کرمانشاه با برق‌رسانی به این روستا، تمام روستاهای شهرستان جوانرود دارای برق شده‌اند و گویزه آخرین روستای این شهرستان بوده که به برق متصل شده‌است.

## صنایع و معادن
معادن استان کرمانشاه در قالب پنج پهنۀ معدنی دسته‌بندی شده‌اند. بر این اساس در پهنۀ جوانرود-روانسر معادن سیلیس شناسایی شده‌است.